# Institut für pfälzische Geschichte und Volkskunde
Das Institut für pfälzische Geschichte und Volkskunde ist eine Forschungseinrichtung in Kaiserslautern in Trägerschaft des Bezirksverbandes Pfalz.

## Geschichte
Das Institut ging aus der 1953 gegründeten Heimatstelle Pfalz hervor, die wiederum Nachfolgerin der 1936 gegründeten Mittelstelle Saarpfalz Landsleute drinnen und draußen im Saarpfälzischen Institut für Landes- und Volksforschung war. Es bearbeitet die gesamte pfälzische Geschichte, Schwerpunkte sind die Migrationsgeschichte der Pfalz, die jüngere Geschichte der Pfalz und die Haus- und Burgenforschung. Im Institut sind mehrere Archive angesiedelt, unter anderem das pfälzische Flurnamenarchiv, ein Bildarchiv und das galiziendeutsche Heimatarchiv. Eine Auswandererkartei erschließt circa 600.000 Wanderungsbewegungen.
Organisatorisch an das Institut angegliedert ist die Pfalzbibliothek. Im Institutsgebäude hat außerdem die Arbeitsstelle zur Erarbeitung des Wörterbuchs der deutschen Winzersprache ihren Sitz, die auch das Archiv des Pfälzischen Wörterbuchs betreut.
Das Institut veranstaltet Ausstellungen, Vortragsreihen und Tagungen zu den Schwerpunktthemen.
Die Forschungsergebnisse werden in mehreren Publikationsreihen veröffentlicht, zu denen noch Einzelveröffentlichungen kommen:
- Pfälzische Profile
- Beiträge zur pfälzischen Geschichte
- Beiträge zur pfälzischen Volkskunde
- Schriften zur Wanderungsgeschichte der Pfälzer
- Beiträge zur Bevölkerungsgeschichte der Pfalz

Im März 2019 brach ein Brand im Institutsgebäude aus, vermutet wurde ein technischer Defekt. Die Sammlungen blieben weitgehend erhalten. Der Schaden wurde auf über 2 Millionen Euro geschätzt.